# Tom Jones (roman)
Tom Jones, zgodba najdenčka (v izvirniku angleško The History of Tom Jones, a Foundling, tudi samo Tom Jones) je vzgojni roman angleškega pisatelja Henryja Fieldinga.
Roman, ki je glavno Fieldingovo delo, je izšel leta 1749. V njem se združuje tradicija pikaresknega romana s komediografsko tehniko in razsvetljensko poučnostjo. Glavni junak je primer naravno dobrega človeka; zaradi okoliščin in življenjske neizkušenosti šele po številnih prigodah doseže cilj - poroko z ljubljeno Sofijo, s tem dozori v razumno uravnovešeno osebnost. Nasproti mu stoji pokvarjeni polbrat Blifil, poosebljenje svetohlinstva. Roman je zgrajen simetrično po načelih razsvetljenske vere v naravo, razum in človekovo moralno izpopolnjevanje. Osrednja ideja je prekrita s pestro nazornostjo pustolovščin, komičnih situacij in stranskih likov. V slovenščini je delo v prevodu Mire Mihelič izšlo pod naslovom Tom Jones: zgodba najdenčka. (COBISS)